# Manufacture de faïence de Stockelsdorf

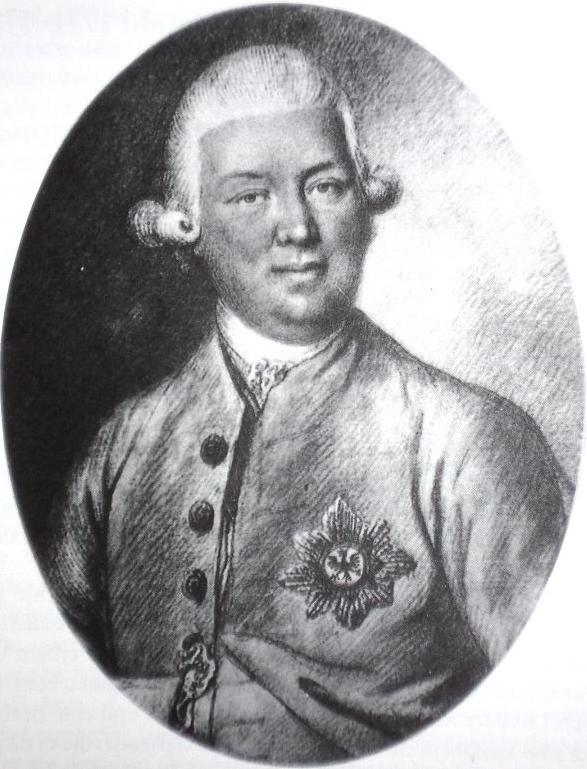
Georg Nikolaus Luebbers

La manufacture de faïence de Stockelsdorf (Stockelsdorfer Fayencemanufaktur) est une manufacture située à Stockelsdorf, près de Lübeck, aujourd'hui dans l'arrondissement du Holstein-de-l'Est. Elle fut fondée par Georg Nicolaus von Lübbers (1724-1788), propriétaire du manoir de Stockelsdorf, en 1771 et fonctionna jusqu'en 1786.

## Historique
La faïence en Allemagne du nord atteint au XVIIIe siècle son apogée, notamment à la manufacture de la ville hanséatique de Stralsund qui exista de 1755 à 1792, concurrencée par la manufacture de Kiel. Celle-ci cependant ferme en 1771, et Lübbers en profite pour fonder la sienne, dirigée par Johann Buchwald, ancien faïencier de Kiel.
Dès sa fondation, la manufacture doit affronter le problème des taxes et droits qu'il faut payer pour l'importation dans le royaume du Danemark voisin et les duchés de Schleswig et du Holstein qui appartiennent à la couronne danoise. Quelques années plus tard le port de Lübeck interdit à la manufacture de Stockelsdorf d'exporter des faïences au Danemark, et celle-ci doit fermer en 1786.
On peut admirer aujourd'hui nombre d'œuvres de la manufacture de Stockelsdorf au musée de Behnhaus de Lübeck, au musée de l'ancienne abbaye Sainte-Anne de Lübeck, au musée du Holstein-de-l'Est à Eutin et au manoir de Schierensee.

## Source
- (de) Cet article est partiellement ou en totalité issu de l’article de Wikipédia en allemand intitulé « Stockelsdorfer Fayencemanufaktur » (voir la liste des auteurs).